# Vuelta a Castilla y León 2021
Vuelta a Castilla y León 2021 er den 35. udgave af det spanske cykelløb Vuelta a Castilla y León. Det 181 km lange linjeløb bliver kørt den 29. juli 2021. Løbet er en del af Copa de España de Ciclismo Profesional og UCI Europe Tour 2021. Den oprindelige 27. udgave blev i 2020 aflyst på grund af coronaviruspandemien.

## Samlede stilling
| \| Samlede stilling \| Samlede stilling \| Samlede stilling \| Samlede stilling \| Samlede stilling \| \| Rytter \| Rytter \| Hold \| Tid \| \| \| ---------------- \| ---------------- \| ---------------- \| ---------------- \| ---------------- \| |        |      |     |
| |        |      |     |
| Kilde: ProCyclingStats |        |      |     |
| Samlede stilling |        |      |     |
| Rytter | Rytter | Hold | Tid |

## Hold og ryttere
| UCI WorldTeams (4)- Movistar Team - Astana-Premier Tech - UAE Team Emirates - Lotto Soudal UCI ProTeams (7)- Burgos-BH - Euskaltel-Euskadi - Equipo Kern Pharma - Caja Rural-Seguros RGA - Arkéa-Samsic - Eolo-Kometa - Rally Cycling UCI Kontinentalhold (5)- Electro Hiper Europa - Efapel - Israel Cycling Academy - Massi Vivo-Conecta - Bahrain Cycling Academy |
| |